# MercyMe
MercyMe est un groupe de rock chrétien et de musique chrétienne contemporaine évangélique, formé à Edmond (Oklahoma), aux États-Unis, en 1994.

## Histoire
Le chanteur Bart Millard a rencontré le pianiste James Phillip Bryson à Lakeland (Floride), après une invitation de son pasteur . Les deux ont dirigé une équipe de louange lors d’un voyage en Europe. Ils ont alors décidé de travailler à temps plein dans la musique. Puis, ils ont rencontré le guitariste Michael John Scheuchzer qui s'est joint à eux et ils ont déménagé à Oklahoma City. Le groupe a été officiellement formé en 1994 à l'église baptiste Henderson Hills 
d'Edmond (Oklahoma) . En 1997, ils ont déménagé à Nashville pour trouver un contrat d’enregistrement. Après une année, ils ont quitté Nashville pour Dallas et ont enregistré l'album Traces of Rain Volume II. En 1999, le chanteur Bart Millard a écrit la chanson I Can Only Imagine, enregistrée à l'origine pour l'album indépendant The Worship Project (en), en 1999, mais qui sortira en 2001, lors d'un partenariat avec le label INO pour l’album Almost There (en). Par la suite, ils ont dirigé la louange à l'église baptiste Irving, avant de rejoindre l'église baptiste Highland Terrace de Greenville (Texas) . En 2018, le film La Voix du pardon inspiré de la chanson I Can Only Imagine a été un succès au box-office .

## Membres
Membres actuels
- Bart Millard - chant (1994-présent)
- Nathan Cochran - basse, chœur (1998-présent)
- Michael John Scheuchzer - guitare (1994-présent)
- Robin Troy "Robby" Shaffer - batterie, percussion (1997-présent)
- Barry Graul - guitare, chœur (2003-présent)

Anciens membres
- James Phillip "Jim" Bryson - clavier (1994-2014)
- Trent Austin - batterie (1994-1998)
- Kendall Combes - basse (1994-1998)

## Discographie
En 2023, le groupe a produit 20 albums.
- Pleased to Meet You (1995)
- Traces of Rain (1997)
- Traces of Rain Volume II (1998)
- The Need (1999)
- The Worship Project (1999)
- Look (2000)
- Almost There (2001)
- Spoken For (2002)
- Undone (2004)
- The Christmas Sessions (2005)
- Coming Up to Breathe (2006)
- All That Is Within Me (2007)
- The Generous Mr. Lovewell (2010)
- The Hurt & The Healer (2012)
- Welcome to the New (2014)
- MercyMe, It's Christmas! (2015)
- Lifer (2017)
- I Can Only Imagine (The Very Best of MercyMe) (2018)
- Inhale (Exhale) (2021)
- Always Only Jesus (2022)

## Récompenses
En 2024, au cours de son histoire, le groupe a reçu 6 nominations aux Grammy Awards  et 9 Dove Awards. Il a également reçu 2 American Music Awards .
| Année | Prix                  | Catégorie                             | Intitulé                           | Résultat |
| ----- | --------------------- | ------------------------------------- | ---------------------------------- | -------- |
| 2002  | Dove Award            | Chanson de l’année                    | I Can Only Imagine                 | Lauréat  |
| 2002  | Dove Award            | Chanson pop/contemporaine de l’année  | I Can Only Imagine                 | Lauréat  |
| 2004  | Dove Award            | Chanson de l’année                    | "Word of God Speak"                | Lauréat  |
| 2004  | Dove Award            | Groupe de l'année                     | MercyMe                            | Lauréat  |
| 2004  | Dove Award            | Chanson pop/contemporaine de l’année  | "Word of God Speak"                | Lauréat  |
| 2004  | American Music Awards | Artiste contemporain inspirant favori | MercyMe                            | Lauréat  |
| 2005  | Dove Award            | Album pop/contemporaine de l’anné     | "Undone"                           | Lauréat  |
| 2005  | Dove Award            | Album spécial de l’année              | "The Passion of the Christ: Songs" | Lauréat  |
| 2010  | American Music Award  | Artiste contemporain inspirant favori | MercyMe                            | Lauréat  |
| 2018  | Billboard Music Award | Top artiste chrétien                  | MercyMe                            | Lauréat  |

## Site web officiel
- Site officiel